# Edie Samland
Edeltraud „Edie“ Samland (* 1. Juni 1956 in Wiesbaden, Hessen) ist eine deutsche Schauspielerin.

## Leben
Samland wurde am 1. Juni 1956 in Wiesbaden geboren. Sie ist die Jüngste von drei Geschwistern. Ihr Vater Walter Samland stammt vom ostpreußischen Landadel, mütterlicherseits, ab und ist auf der Halbinsel Samland geboren. Ihre Mutter Hildegard Samland, geborene Dänzer, ist in Wiesbaden geboren. Ihre Großeltern mütterlicherseits stammen aus Braubach am Rhein: ihr Großvater war Lokomotivführer und fuhr unter anderem die Strecke von Berlin nach Konstantinopel, heute Istanbul. 1976 erlangte sie an der Elly Heuss Schule ihr Abitur. Von 1977 bis 1980 studierte sie an der Hochschule für Musik und Theater Hamburg Schauspiel und schloss ihr Studium erfolgreich mit einem Diplomabschluss ab.
Samland ist mit dem italienischen Schauspieler Emilio De Marchi verheiratet, den sie 1981 in Hamburg kennen lernte. Sie lebt in Berlin.

## Karriere
Bereits während ihrer Schauspielausbildung erfuhr Samland erste filmschauspielerische Erfahrungen 1979 in Drei Bürger zum Geburtstag. Sie spielte 1980 in der  Aufführung von Schillers Maria Stuart unter der Regie von Ulrich Heising am Düsseldorfer Schauspielhaus. 1982 war sie in der englischen Miniserie Agent in eigener Sache zu sehen. Es folgen zahlreiche weitere Theaterengagements, sowie Gastrollen, Haupt- und Nebenrollen und auch Durchgehende Rollen im TV und Kino. Nach einem Aufenthalt in Hamburg, lebte sie später für einige Zeit in New York City, Paris, Frankfurt am Main, Verona, Rom und Berlin. Dort bildete sie sich in mehreren Bereichen weiter.
Sie übernahm Rollen in den Fernsehproduktionen Schock – Eine Frau in Angst sowie in Die Hoffnung stirbt zuletzt. In Italien wirkte sie unter anderen an der Fernsehserie Caterina e le sue figlie unter der Regie von Vincenzo Terracciano und Luigi Parisi mit. Sie erhielt außerdem eine Rolle im Kinofilm Venti Anni unter der Regie von Giovanna Gagliardo. 2022 übernahm sie die weibliche Hauptrolle im Kinokurzfilm Penny – Der Riss. Eine weitere größere Rolle erhielt sie im Film The Woddafucka Thing aus demselben Jahr. Der Film erschien im Januar 2024 in die deutschen Kinos.
Samland wirkte in Rosa von Praunheims Film Satanische Sau (2025) mit.
Auch im Radio und Synchronbereich ist Edie Samland tätig.

## Filmografie (Auswahl)
- 1979: Drei Bürger zum Geburtstag
- 1980: Die Welt in jenem Sommer (Fernsehfilm)
- 1980: Am Südhang (Fernsehfilm)
- 1982: St. Pauli-Landungsbrücken (Fernsehserie, Episode 2x23)
- 1982: Agent in eigener Sache (Smileys Leute, Miniserie, Episode 1x04)
- 1982: Tollwut
- 1984: Der Sohn des Bullen
- 1985: … Erbin sein – dagegen sehr (Fernsehserie, 2 Episoden)
- 1986: Rückfahrt in den Tod (Fernsehfilm)
- 1986: Weil’s solche Liebe nicht täglich gibt (Fernsehfilm)
- 1986; 2000: Großstadtrevier (Fernsehserie, 2 Episoden, verschiedene Rollen)
- 1989: Hanna Monster, Liebling
- 1989: Traffik (Miniserie, Episode 1x01)
- 1990: Bettkantengeschichten (Fernsehserie, Episode 1x53)
- 1990: Der Landarzt (Fernsehserie, 4 Episoden)
- 1991: Reise ohne Wiederkehr
- 1991–1992: Die Eisprinzessin (Fernsehserie, 9 Episoden)
- 1993: Auf eigene Gefahr (Fernsehserie, Episode 1x12)
- 1994: Diese Drombuschs (Fernsehserie, Episode 6x05)
- 1994: Blankenese (Fernsehserie, Episode 1x01)
- 1994: Geheim – oder was?! (Fernsehserie, Episode 1x06)
- 1994: Der Mann im schwarzen Mantel (Fernsehfilm)
- 1994–1995: Frauenarzt Dr. Markus Merthin (Fernsehserie, 9 Episoden)
- 1994; 2003: Wolffs Revier (Fernsehserie, 2 Episoden, verschiedene Rollen)
- 1995: Stadtklinik (Fernsehserie, Episode 4x08)
- 1995: Sonntag & Partner (Fernsehserie, Episode 2x15)
- 1995: Zu Fuß und ohne Geld (Fernsehserie)
- 1995: Von Arzt zu Arzt (Fernsehfilm)
- 1995; 1996: Doppelter Einsatz (Fernsehserie, 2 Episoden, verschiedene Rollen)
- 1996: Schuldig auf Verdacht (Fernsehfilm)
- 1996: Kreis der Angst (Fernsehfilm)
- 1997: Alphateam – Die Lebensretter im OP (Fernsehserie, Episode 1x26)
- 1997: Liebling Kreuzberg (Fernsehserie, Episode 5x09)
- 1998: Schock – Eine Frau in Angst (Fernsehfilm)
- 1999: S.O.S. Barracuda: Der Tod spielt Roulette (Fernsehfilm)
- 2000: Streit um drei (Fernsehserie, Episode 1x228)
- 2002: Die Hoffnung stirbt zuletzt (Fernsehfilm)
- 2002: Drei mit Herz (Fernsehserie, Episode 2x06)
- 2003: Kunden und andere Katastrophen (Fernsehserie, Episode 1x07)
- 2003: Rosenstraße
- 2003: Die Kinder vom Alstertal (Fernsehserie, Episode 3x38)
- 2003: Dirty Sky
- 2003: Das Geschenk (Kurzfilm)
- 2004: Küstenwache (Fernsehserie, Episode 7x09)
- 2004: SOKO Wismar (Fernsehserie, Episode 1x01)
- 2005: Weltverbesserungsmaßnahmen
- 2005: Antikörper
- 2005: Tatort: Schattenhochzeit (Fernsehfilm)
- 2006: Lucy
- 2006: Eine Frage des Gewissens (Fernsehfilm)
- 2006: Das Duo: Man lebt nur zweimal (Fernsehfilm)
- 2007: Der Fürst und das Mädchen (Fernsehserie, Episode 3x02)
- 2007: Die Rettungsflieger (Fernsehserie, Episode 11x07)
- 2007: Caterina e le sue figlie (Fernsehserie, 3 Episoden)
- 2007: Erlkönig (Fernsehfilm)
- 2010: Buio (Kurzfilm)
- 2011: Listenhunde (Kurzfilm)
- 2011: Tatort: Borowski und die Frau am Fenster (Fernsehfilm)
- 2012: 20 anni (Dokumentation)
- 2012: Familie Windscheidt – Der ganz normale Wahnsinn (Fernsehfilm)
- 2013: Remember a Day – Echoes of Life (Kurzfilm)
- 2018: Der Boom (Kurzfilm)
- 2022: The Woddafucka Thing

## Hörspiele (Auswahl)
- 1982: Hanna Johansen: Auf dem Lande (Elise) – Regie: Hans Rosenhauer (Original-Hörspiel – NDR)
- 1983: Rainer Lewandowski: Kommen Sie mir nicht an meine Hose! (Tochter) – Regie: Hans Rosenhauer (Originalhörspiel – NDR)

Quelle: ARD-Hörspieldatenbank

## Theater (Auswahl)
- 1961: Tanzaufführung, Luthergemeinde Wiesbaden
- 1973: Die Liebe in der Untergrundbahn, Regie: Bernhard König, Maifestspiele Staatstheater Wiesbaden
- 1974: Der Hirsch, Regie: Bernhard König, Maifestspiele Staatstheater Wiesbaden
- 1975: Auf hoher See, Regie: Bernhard König, Maifestspiele Staatstheater Wiesbaden
- 1976: Tanzperformance, Konzertsaal Wiesbaden/Tanzensemble Weber
- 1979–1980: Maria Stuart, Regie: Ulrich Heising, Schauspielhaus Düsseldorf
- 1980–1981: Der Kleine Prinz, Regie: Martin Trautwein, Stadttheater Hildesheim
- 1980–1981: Richard der Dritte, Regie: Harald Nikelsky, Stadttheater Hildesheim
- 1980–1981: Adam und Eva, Regie: Harald NikelskyStadttheater Hildesheim
- 1980–1981: Pension Schöller, Regie: Harald NikelskyStadttheater Hildesheim
- 1981–1983: Nichts los in Strinz, Regie: Peter Heusch, Klecks Theater Hamburg
- 1981–1983: Heile, heile Segen, Regie: Roy Kift, Klecks Theater Hamburg
- 1981–1983: Du du da da oder wer verzweifelt ist gewinnt, Regie: Peter Heusch, Klecks Theater Hamburg
- 1981–1983: Die Ausnahme und die Regel, Regie: Rolf Becker, Klecks Theater Hamburg
- 1982–1983: Frank Tragelein oder die Hölle ist kalt, Regie: Heide Capovilla, Klecks Theater Hamburg
- 1982–1983: Alles Plastik, Regie: Wolfram Moser, Klecks Theater Hamburg
- 1982–1983: Momo, Regie: Peter Heusch, Klecks Theater Hamburg
- 1984: Der Ring der Nibelungen, Regie: Wolfram Kamm, Theater im Zimmer Hamburg
- 1984: Talking With, Regie: Timo Berndt, Freies Bremer Burgtheater
- 1985–1986: Die Gans von Kairo, Regie: Wolf Eismann, Markthalle Hamburg/Wiener Festwochen 86
- 1985–1986: Die Drei Musketiere, Regie: Gerhard Printschitsch, Berliner Tournee Theater Kuhnen
- 1986: Rencontres, Regie: Peter Brook, Bouffes Du Nord Paris
- 1987–1988: Top Girls, Regie: Sabine Roth, Renaissance-Theater
- 1988: Kassandra, Regie: A. Müller, Renaissance-Theater
- 1989: Hamlet, Regie: Juri Ljubimov und Jörg Gade, Künstlerhaus Bethanien
- 1989: Julias Motive, Regie: Andrea Hohnen, Theater zum westlichen Stadthirschen
- 1990: Weiße Nächte, Regie: Alexander Tancsik, Fett-Theater München
- 1991: Schlafzimmergäste, Regie: Claus Landsittel, Stadttheater Hildesheim
- 1992: Reineke Fuchs, Regie: Michael Bogdanov, Schauspielhaus Hamburg / Konzertdirektion Landgraf
- 1993: The Prince Of Madness, Regie: Dario D`Ambrosi, La Mama E. T. C., New York City
- 1995: At the bottom, Regie: Susan Batson, Actor Studio New York / Kampnagel Hamburg
- 1998–2000: Der zerbrochene Krug, Regie: Wolf-Dietrich Sprenger, Thalia Theater
- 1999–2000: Das Urteil, Regie: Michael Wallner, Thalia Theater
- 2000: Die Jungs von nebenan, Regie: Adelheid Müther, Altonaer Theater Hamburg
- 2004: Das Hotel, Regie: Annemone Poland, Theaterforum Kreuzberg, Berlin
- 2008: Tour de Farce, Regie: Peter Kühn, Wechselbad der Gefühle, Dresden
- 2012: Women And War, Regie: Simone Eisenring, Sophiensäle Berlin
- 2012: "Carmina Burana" von Carl Orff, Regie: Stefan Schmidt, Berliner Philharmonie/Charlottenburger Kammerchor
- 2012: Konzert: A. Vivaldi und G Faurè, Regie: Stefan Schmidt, Charlottenburger Kammerchor
- 2013: Women And War, Regie: Simone Eisenring, Schlachthaus Theater Bern
- 2013: Women And War, Regie: Simone Eisenring, Theater Gessnerallee Zürich
- 2013: "Carmina Burana" von Carl Orff, Regie: José Maria Moreno, Berliner Philharmonie/Festival Musica Mallorca
- 2014: "Winterreise" von Franz Schubert, Regie: Stefan Schmidt, Berliner Philharmonie/Charlottenburger Kammerchor
- 2014: Konzert: Johann Sebastian Bach und Gabriel Faurè, Regie: Stefan Schmidt, Charlottenburger Kammerchor
- 2015: Chorkonzert: Festliche Melodien, Regie: Masa Petrovic, Kammerchor Kanon Berlin
- 2015: Mendelsohn, serb. u. russische klassische Lieder, Regie: Masa Petrovic, Kammerchor Kanon Berlin
- 2016: Protagonistinnen / same same Not different / Die.., Regie: Katja Straub, Fabriktheater Moabit, Berlin
- 2018: Rosas Weihnachtsfeier, Regie: Rosa von Praunheim, Deutsches Theater Berlin
- 2019: Konzert, Regie: Madeleine Kumbier, Charlottenheim Berlin
- 2020: Japan Festival Berlin 2020, Regie: Noriyuki Sawabu, Vokalensemble Sakura Berlin
- 2020: Japanisches und deutsches Konzert, Regie: Kazuhiro Shigematsu, Vokalensemble Sakura Berlin
- 2022: Gedichte von Rosa von Praunheim, Regie: Rosa von Praunheim, Galerie Mond Berlin
- 2024: Japanisches Frühlingskonzert, Regie: Azusa Nakaoka, Japanische Botschaft Berlin/Ensemble Sakura